# Cyrtochilum patens
Cyrtochilum patens är en orkidéart som först beskrevs av Karlheinz Senghas och Thiv, och fick sitt nu gällande namn av Stig Dalström. Cyrtochilum patens ingår i släktet Cyrtochilum, och familjen orkidéer.
Artens utbredningsområde är Peru. Inga underarter finns listade i Catalogue of Life.